# Joseph Victor Alexandre Lamagdelaine
Joseph Victor Alexandre Lamagdelaine, né le 9 décembre 1764 à Verdun-sur-Garonne et mort le 9 novembre 1839 à Paris, est le premier préfet de l'Orne.

## Biographie
Sous l'Ancien régime, Joseph Victor Alexandre Lamagdelaine est procureur du Roi à Verdun-sur-Garonne et le reste jusqu'en janvier 1791, à la suppression du tribunal.
Élu maire de Verdun-sur-Garonne dès 1790, il est réélu l'année suivante . En août 1790, il entre au conseil général de la Haute-Garonne et entre au directoire du département le 1er mars 1791. De juin 1796 à août 1799, il siège au tribunal de cassation.
Il est commissaire du Directoire auprès du département de la Haute-Garonne depuis le 21 juillet 1799 lorsqu'il reçoit la nouvelle de sa nomination comme préfet de l'Orne, le 11 ventôse an VIII.

### Préfet de l'Orne
Il est nommé préfet de l'Orne sur recommandation du second Consul Cambacérès après avoir un temps été pressenti pour la préfecture de l'Aisne. Cette protection est sans doute liée à l'appartenance de Lamagdelaine et Cambacérès à la franc-maçonnerie.

#### Consulat
Lamagdelaine prend ses fonctions le 9 mai 1800, après avoir échappé de peu à une attaque de chouans sur la route. La réorganisation de la police et la lutte contre les restes de l'insurrection chouanne constituent des préoccupations de premier plan pour le nouveau préfet. Dès le 23 mai 1800, il demande la levée de l'état de siège auquel est soumis le département et obtient satisfaction le 6 juin. Les pouvoirs de police revenus dans le champ civil, le préfet procède aussitôt au choix des nouveaux commissaires de police. Il réorganise aussi la garde nationale et procède à la constitution de colonnes mobiles pour lutter contre les chouans et prévenir un éventuel débarquement britannique sur les côtes normandes. Il tente aussi de développer un service d'espionnage et d'infiltration dans les rangs des chouans.
Le retour des émigrés et la surveillance des prêtres insermentés constitue l'une des préoccupations majeures du Consulat. La politique du préfet à l'égard des prêtres insermentés est caractérisée par une grande méfiance, qui contrevient régulièrement à l'esprit d'apaisement prôné par le gouvernement. Les tensions sont vives entre lui et le nouvel évêque de Séez, Hilarion-François de Chevigné de Boischollet.
Le préfet Lamagdelaine assiste puissamment l'industrie textile alençonnaise dans son développement.

#### Premier Empire
Sous l'Empire, le préfet de l'Orne doit lutter contre les déserteurs, de plus en plus nombreux tout au long de l'Empire.
En mai-juin 1811, l'Empereur et la nouvelle Impératrice Marie-Louise voyagent à travers l'ouest de la France. Leurs Majestés Impériales séjournent à Alençon du 31 mai au 2 juin. Le préfet Lamagdelaine est reçu plusieurs fois par l'Empereur pour discuter de la situation politique du département. Le préfet, soutenu par le sénateur Pierre-Louis Roederer, obtient de l'Empereur qu'il exige la démission de l'évêque de Séez, Hilarion-François de Chevigné de Boischollet.
Lors de l'entrée des forces Alliées dans Paris en avril 1814, la rupture des communications entre la préfecture et le gouvernement entraine une période de flottement. Le 4 avril, Lamagdelaine fait imprimer une proclamation aux Ornais leurs enjoignants de se rassembler autour de l'Empereur. Lorsque la nouvelle de la déchéance de l'Empereur parvient enfin à Alençon, le préfet refuse d'abord de s'associer à la proclamation du maire le baron Mercier et adhère finalement le 10 avril au retour des Bourbon.
Dès le 11 avril, le baron Mercier adresse un rapport confidentiel au ministre de l'intérieur Beugnot dans lequel il dénonce la passivité et le mauvais esprit du préfet. Convoqué par La Tour-Maubourg à Caen, il quitte Alençon le 13 avril et y revient le 20, tout en ayant profité de son séjour à Caen pour être présenté au duc de Berry. Pendant son absence, l'offensive de ses adversaires, particulièrement le maire d'Alençon, s'est accentuée. Le 27 avril 1814, le ministre de l'Intérieur l'informe de son remplacement par Gabriel Marie de Riccé, à qui il transmet son poste le 3 mai.

#### Restauration et Cent-Jours
Sous la première Restauration, Lamagdelaine vit retiré en Normandie.
Au retour de Napoléon de l'île d'Elbe, il reprend « tout naturellement » son poste de préfet. Mais les circonstances exceptionnelles semblent dépasser Lamagdelaine. Durant son court mandat, il s'oppose au ministre Fouché à propos des mesures de Haute-Police rendue nécessaire par la reprise de la chouannerie dans l'Ouest de la France.

### Dernières années
Joseph Victor Alexandre Lamagdelaine meurt  le 9 novembre 1839 à Paris.

## Distinctions
Le préfet Lamagdelaine est fait chevalier de l'Empire le 2 février 1809, puis baron de l'Empire le 9 janvier 1810.
Lamagdelaine est fait membre de la Légion d'honneur le 24 prairial an XII puis officier le 30 juin 1811 à l'occasion de la visite de Napoléon Ier à Alençon.